# Teatro Popolare Samonà
Il Teatro popolare Samonà è un teatro situato a Sciacca, in provincia di Agrigento.

## Storia
Dopo la demolizione del neoclassico Teatro Politeama Mariano Rossi avvenuta nel 1951 per la realizzazione del parcheggio della stazione degli autobus di Sciacca, si pensò, all’inizio degli anni settanta, di costruire un nuovo teatro.
I primi studi per il teatro di Sciacca risalgono al 1973, quando, insieme al Piano particolareggiato di Cammordino, Giuseppe e Alberto Samonà presentarono undici tavole e una relazione tecnica per il progetto di massima finalizzato alla realizzazione del nuovo teatro. L'inizio ufficiale dei lavori, affidati all'impresa Paralisti di Catania, risale al 1979. A soli tre anni dall'inizio, il cantiere si arrestò e, nonostante una ripresa nel 1988, il teatro rimase incompiuto per molti anni.

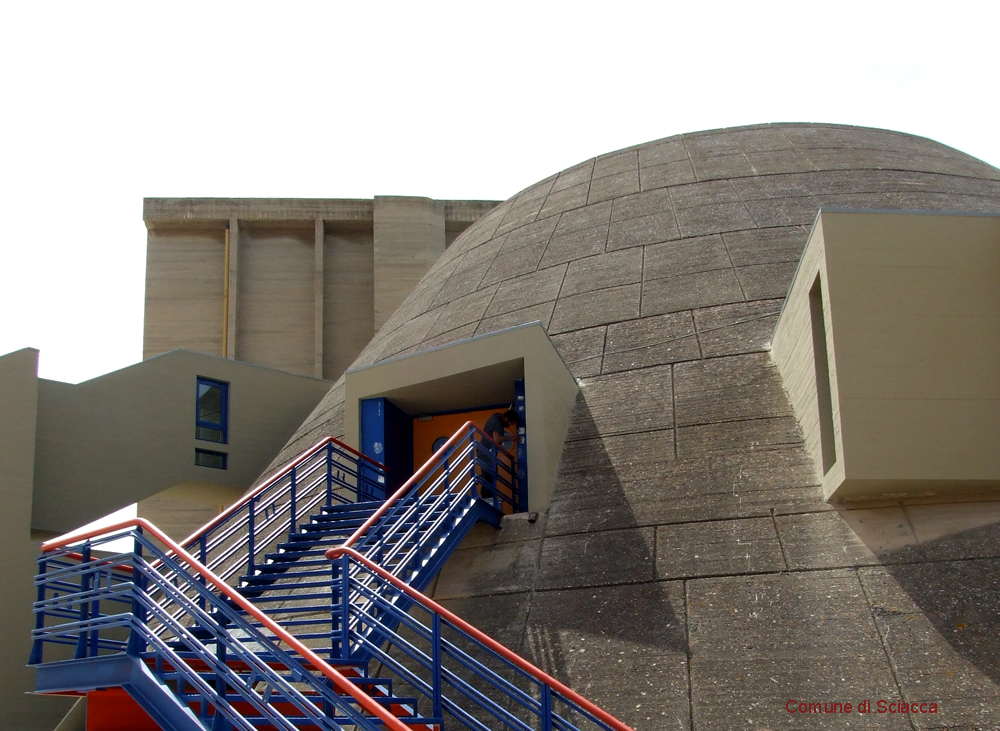
Particolare

Nel 2009 il regista tedesco Werner Herzog propose di allestire L'anello del Nibelungo di Richard Wagner nel Teatro Popolare, facendolo esplodere nel finale per rappresentare il Crepuscolo degli dei wagneriano. Tuttavia, il progetto fu considerato irrealizzabile, anche perché per realizzare una demolizione controllata della struttura massiccia di cemento armato si sarebbe dovuto impiegare una quantità di esplosivo tale da mettere a rischio la città.
Il 23 maggio 2015, in occasione del congresso internazionale del Rotary Club di Sicilia e Malta, il teatro fu inaugurato ancora incompleto alla presenza del ministro Angelino Alfano.

## Descrizione

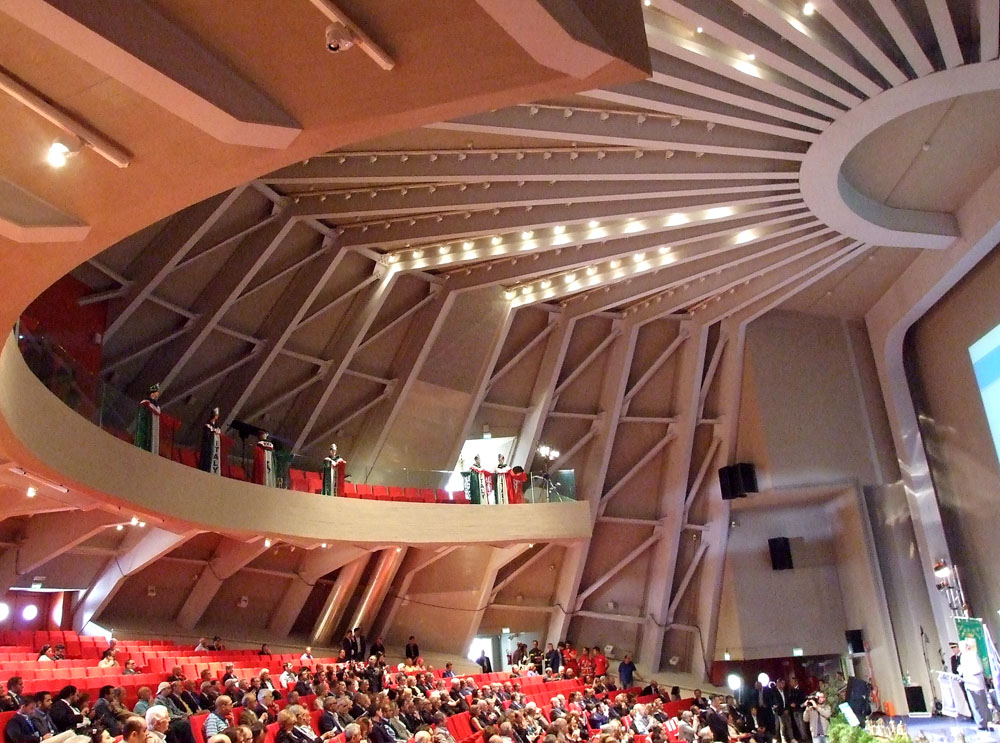
Interno del teatro

Un parallelepipedo, un cono e una piramide giustapposti danno vita all'impianto formale. Il palcoscenico, con i servizi per gli artisti e lo spettacolo, si sviluppa nel parallelepipedo del corpo centrale al quale si uniscono il tronco di cono inclinato e la semipiramide, destinati rispettivamente alle sale da 980 e 230 spettatori. Il corpo del teatro è circondato dagli elementi funzionali (scale, pensiline, uscite) che, nell'idea dei progettisti, armonizzano il teatro con il tessuto urbano.
Alberto Samonà e Giuseppe Bentivegna, artigiano di Sciacca, realizzarono le decorazioni in ferro raffiguranti l'occhio, l'orecchio e il bucranio collocate sui due lati corti del parallelepipedo rettangolare e sulla semipiramide.
A completamento della decorazione, al lato dell'ingresso della sala maggiore vi è una stele, denominata "unità delle arti", di marmo bianco lucido sulla quale è inciso il disegno delle "due mani che stringono" di Ben Shahn e dall'altro la pianta del teatro con la data di realizzazione.